# Nederlandse kampioenschappen schaatsen afstanden 2012 - 500 meter vrouwen
De 500 meter vrouwen op de Nederlandse kampioenschappen schaatsen afstanden 2012 werd op vrijdag 4 en zaterdag 5 november 2011 in ijsstadion Thialf te Heerenveen over twee ritten verreden, waarbij de deelneemsters één keer in de binnenbaan en één keer in de buitenbaan startten.
Titelverdedigster was Margot Boer die de titel pakte tijdens de NK afstanden 2011. Er waren vijf startplaatsen te verdienen voor de wereldbeker schaatsen 2011/2012, hierbij had Margot Boer op basis van haar derde plaats tijdens de wereldbeker 2010-2011 een beschermde status.

## Statistieken

### Uitslag
| #      | Schaatsster          | Ploeg            | 1e             | 2e             | Totaal  |
| ------ | -------------------- | ---------------- | -------------- | -------------- | ------- |
| Goud   | Thijsje Oenema       | Team Op=Op       | 38,41 (1)      | 38,68 (1)      | 77,090  |
| Zilver | Margot Boer          | Team Liga        | 38,65 (2)      | 38,83 (2)      | 77,480  |
| Brons  | Annette Gerritsen    | Team Liga        | 38,93 (3)      | 38,94 (3)      | 77,870  |
| 4      | Laurine van Riessen  | Control          | 39,27 (5)      | 39,04 (4)      | 78,310  |
| 5      | Anice Das            | Team Liga        | 39,15 (4) PR   | 39,18 (5)      | 78,330  |
| 6      | Janine Smit          | Control          | 39,34 (8) PR   | 39,24 (6) PR   | 78,580  |
| 7      | Floor van den Brandt | Gewest Friesland | 39,29 (6) PR   | 39,38 (7)      | 78,670  |
| 8      | Sophie Nijman        | Team Anker       | 39,83 (13)     | 39,62 (8)      | 79,450  |
| 9      | Jorien Kranenborg    | Gewest Friesland | 39,82 (12)     | 39,82 (9)      | 79,640  |
| 10     | Marit Dekker         | Team Anker       | 39,80 (11) PR  | 39,91 (11)     | 79,710  |
| 11     | Britt van der Star   | Gewest NH/U      | 39,98 (14)     | 39,84 (10)     | 79,820  |
| 12     | Ingeborg Kroon       | Team Anker       | 40,10 (15)     | 40,08 (13)     | 80,180  |
| 13     | Bo van der Werff     | Team Anker       | 40,246 (17) PR | 40,114 (14) PR | 80,360  |
| 14     | Antoinette de Jong   | Jong Oranje      | 40,247 (17)    | 40,114 (14) PR | 80,361  |
| 15     | Moniek Klijnstra     | Gewest Friesland | 40,32 (20)     | 40,04 (12)     | 80,372  |
| 16     | Inge Bervoets        | Gewest NH/U      | 40,13 (16) PR  | 40,28 (16)     | 80,410  |
| 17     | Rosa Pater           | Gewest NH/U      | 40,246 (17)    | 40,40 (18)     | 80,640  |
| 18     | Emma van Rijn        | Gewest NH/U      | 40,34 (21) PR  | 40,49 (19)     | 80,830  |
| 19     | Letitia de Jong      | Jong Oranje      | 40,82 (22)     | 40,34 (17)     | 81,160  |
| 20     | Mayon Kuipers        | Team Anker       | 39,32 (7)      | 1.11,93 (20)   | 111,250 |
|        | Marrit Leenstra      | Team Hart        | 39,39 (9)      | t.z.t.         |         |
|        | Natasja Bruintjes    | Team Op=Op       | 39,41 (10)     | t.z.t.         |         |

t.z.t. = trok zich terug

### Loting 1e 500 m
| Rit | Binnenbaan         | Buitenbaan           |
| --- | ------------------ | -------------------- |
| 1   | Letitia de Jong    | Ingeborg Kroon       |
| 2   | Inge Bervoets      | Emma van Rijn        |
| 3   | Antoinette de Jong | Bo van der Werff     |
| 4   | Marit Dekker       | Anice Das            |
| 5   | Britt van der Star | Moniek Klijnstra     |
| 6   | Janine Smit        | Jorien Kranenborg    |
| 7   | Rosa Pater         | Floor van den Brandt |
| 8   | Marrit Leenstra    | Mayon Kuipers        |
| 9   | Sophie Nijman      | Annette Gerritsen    |
| 10  | Thijsje Oenema     | Laurine van Riessen  |
| 11  | Natasja Bruintjes  | Margot Boer          |

### Ritindeling 2e 500 m
| Rit | Binnenbaan           | Buitenbaan         |
| --- | -------------------- | ------------------ |
| 1   | Emma van Rijn        |                    |
| 2   | Moniek Klijnstra     | Letitia de Jong    |
| 3   | Bo van der Werff     | Antoinette de Jong |
| 4   | Ingeborg Kroon       | Rosa Pater         |
| 5   | Jorien Kranenborg    | Inge Bervoets      |
| 6   | Mayon Kuipers        | Britt van der Star |
| 7   | Floor van den Brandt | Sophie Nijman      |
| 8   | Laurine van Riessen  | Marit Dekker       |
| 9   | Anice Das            | Natasja Bruintjes  |
| 10  | Annette Gerritsen    | Janine Smit        |
| 11  | Margot Boer          | Thijsje Oenema     |

1987 · 
1988 · 
1989 · 
1990 · 
1991 · 
1992 · 
1993 · 
1994 · 
1995 · 
1996 · 
1997 · 
1998 · 
1999 · 
2000 · 
2001 · 
2002 · 
2003 · 
2004 · 
2005 · 
2006 · 
2007 · 
2008 · 
2009 · 
2010 · 
2011 · 
2012 · 
2013 · 
2014 · 
2015 · 
2016 · 
2017 · 
2018 · 
2019 · 
2020 · 
2021 · 
2022 · 
2023 · 
2024 · 
2025